# کاستلاواتزو
کاستلاواتزو (به ایتالیایی: Castellavazzo) یک کومونه در ایتالیا است که در استان بلونو واقع شده‌است.

## خصوصیات
کاستلاواتزو ۱۸٫۸ کیلومترمربع مساحت و ۱٬۷۳۵ نفر جمعیت دارد.